# Entrapment
Entrapment är en amerikansk-tysk-brittisk action-thriller från 1999 i regi av Jon Amiel med Sean Connery och Catherine Zeta-Jones i huvudrollerna. Filmen hade Sverigepremiär den 28 maj 1999.

## Handling
Efter en väldigt omtalad konststöld misstänks mästartjuven Robert MacDougal (Sean Connery). Virginia Baker (Catherine Zeta-Jones), en anställd på ett försäkringföretag, anlitas för att avslöja MacDougal. MacDougal går med på att umgås med Baker, men hon måste få honom att lita på henne genom att begå en konststöld tillsammans.

## Om filmen
Entrapment är regisserad av Jon Amiel efter manus av Ronald Bass och Michael Hertzberg.

## Rollista (urval)
| Sean Connery         | – Robert MacDougal |
| Catherine Zeta-Jones | – Virginia Baker   |
| Ving Rhames          | – Aaron Thibadeaux |
| Will Patton          | – Hector Cruz      |
| Maury Chaykin        | – Conrad Greene    |